# Филитово (Торжокский район)
Фили́тово — деревня в Торжокском районе Тверской области. Относится к Богатьковскому сельскому поселению, образованному в 2005 году, до этого в составе Воропунивского сельского округа.
Находится в 32 км к юго-западу от города Торжка. До Богатьково — 24 км (через Михайлово, Воропуни и Берново). До Страшевичей — 5 км.
К югу от деревни — река Рачайна.
Население по переписи 2002 года — 21 человек, 10 мужчин, 11 женщин.

## История
В 1859 году во владельческой деревне Филитово Старицкого уезда 41 двор, 461 житель. В 1886 году в деревне 88 дворов, 596 жителей; она входит в Страшевскую волость и принадлежит к Страшевскому приходу.
В 1940 году деревня Филитово центр Филитовского сельсовета Высоковского района Калининской области. Здесь колхоз, школа, клуб.
В 1997 году — 21 хозяйство, 34 жителя.